# Apertura Mieses
L'apertura Mieses è l'apertura scacchistica caratterizzata dalla mossa:
1. d3

Deriva il proprio nome dal maestro tedesco Jacques Mieses ed è la decima più giocata tra le venti possibili prime mosse del bianco. È piuttosto rara in quanto, nonostante apra una diagonale per l'alfiere camposcuro e liberi una casa per la donna, il pedone d3 blocca la diagonale dell'alfiere campochiaro e controlla in maniera debole il centro della scacchiera. In genere però, dato che la mossa 1…d6 può essere giocata dal nero contro una qualsiasi apertura del bianco, il bianco gioca questa mossa per entrare in altre aperture, più comuni, in contromossa.
L'apertura Mieses ha acquisito una certa notorietà quando il grande Garry Kasparov la giocò nel 1997 contro Deep Blue supponendo correttamente che l'automa si trovasse più in difficoltà quando, in apertura, doveva utilizzare il proprio giudizio di calcolo piuttosto che la propria libreria di aperture. Tale partita finì in pareggio.